# پلیمراز

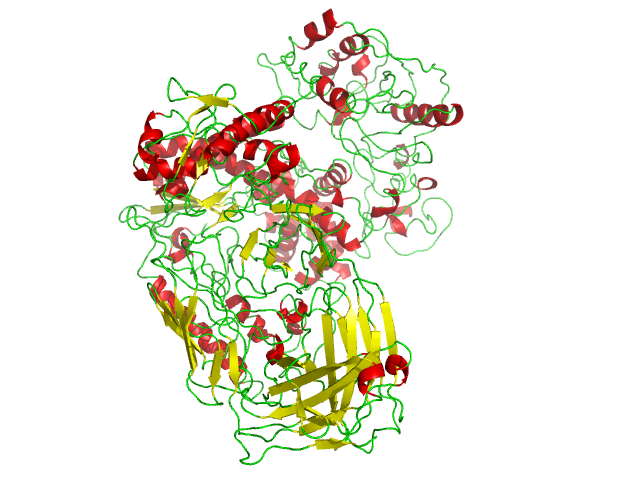
ساختار تک دی‌ان‌ای پلیمراز

پلیمرازها دسته ای از آنزیمی‌ها (EC 2.7.7.6/7/19/48/49) هستند که زنجیره‌های بلند پلیمرها یا نوکلئیک اسیدها را سنتز می کنند. دی‌ان‌ای پلیمراز و آران‌ای پلیمراز نمونه هایی از این دسته آنزیم ها هستند که به ترتیب رشته های دی‌ان‌ای و آران‌ای را سنتز می کنند.
گونه ای از دی‌ان‌ای پلیمراز از ترموس آکواتیکوس (Taq) ( PDB 1BGX بایگانی‌شده  در ۴ ژوئیه ۲۰۰۷ توسط Wayback Machine ، EC 2.7.7.7) که گونه ای از باکتری گرمادوست است، به دست می آید. این پلیمراز در واکنش زنجیره‌ای پلیمراز استفاده می شود، که روشی مهم در زیست‌شناسی مولکولی است.